# Saint Vincent i Grenadyny na Mistrzostwach Świata w Lekkoatletyce 2015
Saint Vincent i Grenadyny na Mistrzostwach Świata w Lekkoatletyce 2015 – reprezentacja Saint Vincent i Grenadyn podczas Mistrzostw Świata w Pekinie liczyła 1 zawodniczkę, która nie zdobyła medalu.

## Występy reprezentantów Saint Vincent i Grenadyn
| Konkurencja          | Zawodniczka      | Eliminacje | Eliminacje | Półfinał | Półfinał | Finał    | Finał   |
| Konkurencja          | Zawodniczka      | Rezultat   | Pozycja    | Rezultat | Pozycja  | Rezultat | Pozycja |
| -------------------- | ---------------- | ---------- | ---------- | -------- | -------- | -------- | ------- |
| Bieg na 200 m kobiet | Kineke Alexander | 23,30      | 34.        | NQ       | NQ       | NQ       | NQ      |
| Bieg na 400 m kobiet | Kineke Alexander | 52,24      | 31.        | NQ       | NQ       | NQ       | NQ      |